# Homoeotricha procusa
Homoeotricha procusa är en tvåvingeart som först beskrevs av Dirlbek och Dirlbekova 1971.  Homoeotricha procusa ingår i släktet Homoeotricha och familjen borrflugor. Inga underarter finns listade i Catalogue of Life.